# Tupus
Tupus — ископаемый род гигантских стрекозообразных насекомых из семейства Meganeuridae (Protodonata). Обнаружены в ископаемых отложениях пермского и каменноугольного периодов Евразии (Франция и Китай) и Северной Америки (США) (323,2—272,3 миллионов лет назад).

## Классификация
Род включает следующие виды:
- †Tupus gallicus Nel et al., 2009
- †Tupus gilmorei Carpenter, 1927
- †Tupus gracilis Carpenter, 1947
- †Tupus orientalis Zhang et al., 2012
- †Tupus permianus Sellards, 1906
- †Tupus whitei Carpenter, 1928